# 霍姆斯維爾 (喬治亞州)
霍姆斯維爾（英語：Holmesville）是位於美國喬治亞州阿普林縣的一個非建制地區。該地的面積和人口皆未知。

## 地理
霍姆斯維爾的座標為31°42′14″N 82°19′14″W / 31.70389°N 82.32056°W，而該地的平均海拔高度為54米（即177英尺）。